# Hammer King
Hammer King ist eine 2015 gegründete deutsche Heavy- und Power-Metal-Band aus Kaiserslautern. Bekannt wurde die Gruppe mit hymnischem, an klassischen Metaltraditionen orientiertem Sound.

## Bandgeschichte
Hammer King wurde 2015 von Sänger und Gitarrist Titan Fox V (ex-Ross The Boss) gemeinsam mit Gitarrist Gino Wilde, Bassist K.K. Basement und Schlagzeuger Dolph Aidan Macallan gegründet.
2020 wurde K.K. Basement durch Gladius Thundersword und schließlich 2021 durch Günt von Schratenau (The New Black) ersetzt. Schlagzeuger Dolph A. Macallan verließ 2024 die Band, sein Nachfolger ist Count Shandorian.
Im selben Jahr erschien das Debüt Kingdom of the Hammer King, gefolgt von King Is Rising (2016) und Poseidon Will Carry Us Home (2018), jeweils über Cruz Del Sur Music veröffentlicht.
2021 wechselte die Band zu Napalm Records und veröffentlichte das selbstbetitelte Album Hammer King, 2022 folgte Kingdemonium. Beide Alben platzierten sich in den deutschen Charts (Platz 46 bzw. 17).
Mit König und Kaiser (22. März 2024, Napalm Records) erreichte die Band Platz 16 der deutschen Albumcharts.
Im Frühjahr 2024 tourten Hammer King als Vorband von Warkings auf deren For King And Crown Tour durch Europa, das Album König und Kaiser belegte den 16. Platz der deutschen Charts. Zum Jahreswechsel 2024/2025 waren Hammer King mit Dominum auf Deutschland-Tour.
Im April 2025 gab Reaper Entertainment einen weltweiten Plattenvertrag mit Hammer King bekannt. Das nächste Studioalbum Make Metal Royal Again wurde für den 15. August 2025 angekündigt; vorab erschienen die Singles Make Metal Royal Again und King for a Day.

## Musikstil
Die Band spielt laut eigener Aussage "Royal Metal" und hat es sich zur Aufgabe gemacht, die Dekadenz und die Kriege des Hofstaats auf die Bühne zu bringen. Alle Alben stellen Kapitel in der Geschichte des namensgebenden Hammer King dar.

## Diskografie
Studioalben
- 2015: Kingdom of the Hammer King (Cruz Del Sur Music[1])
- 2016: King Is Rising (Cruz Del Sur Music[2])
- 2018: Poseidon Will Carry Us Home (Cruz Del Sur Music[3])
- 2021: Hammer King (Napalm Records[16])
- 2022: Kingdemonium (Napalm Records[17])
- 2024: König und Kaiser (Napalm Records[18])
- 2025: Make Metal Royal Again (Reaper Entertainment)